# Feyzin

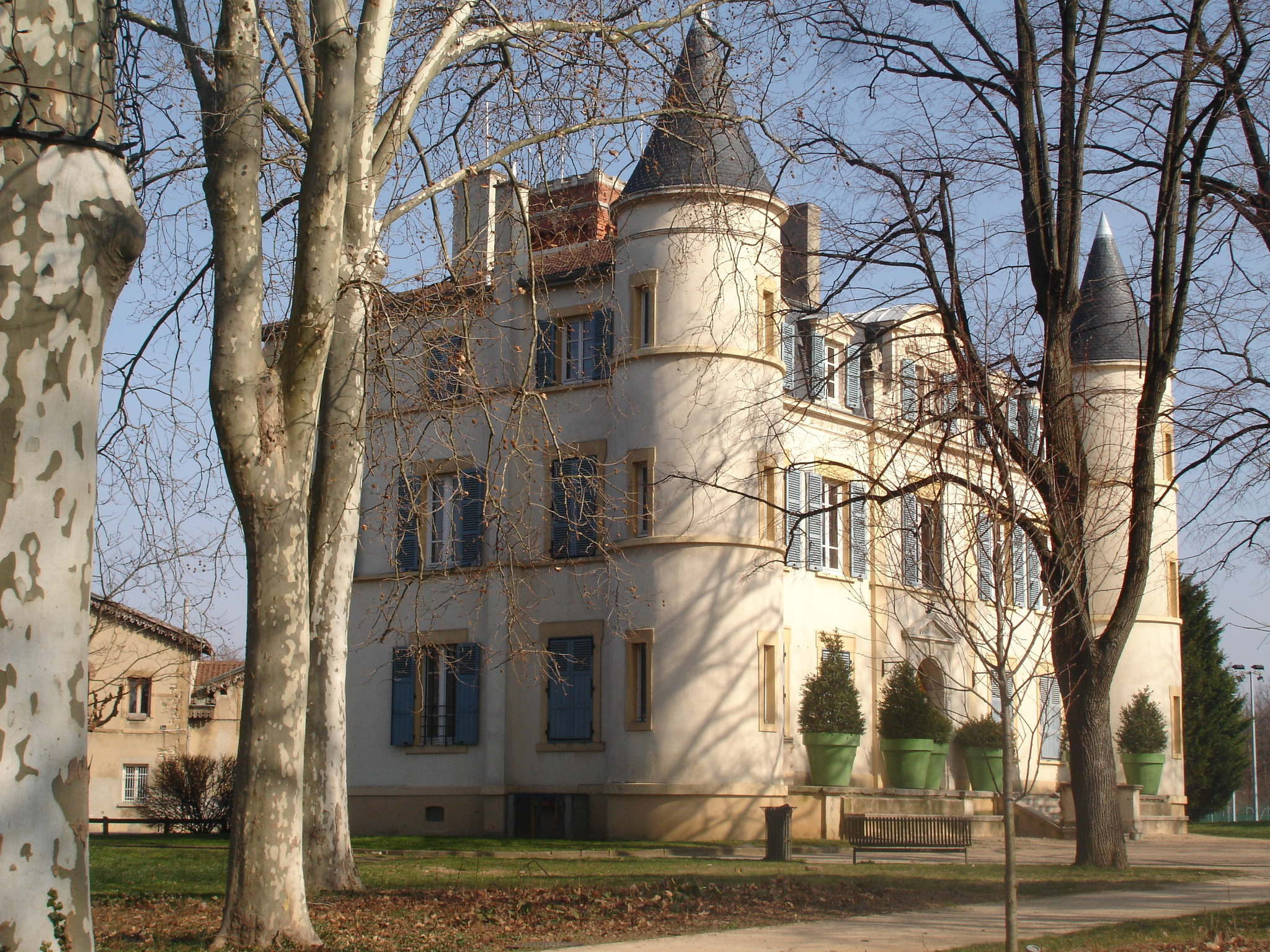
Zamek w Feyzin, 2010

Feyzin – miejscowość i gmina we Francji, w regionie Owernia-Rodan-Alpy, w departamencie Rodan.
Według danych na rok 1990 gminę zamieszkiwało 8520 osób, a gęstość zaludnienia wynosiła 884 os./km² (wśród 2880 gmin regionu Rodan-Alpy Feyzin plasuje się na 83. miejscu pod względem liczby ludności, natomiast pod względem powierzchni na miejscu 1148.).